# Pop Idol
Pop Idol är ett brittiskt TV-program som hade premiär på ITV i Storbritannien den 6 oktober 2001 Episode List och är originalversionen av det som kom att bli Idols-formatet. Den brittiska, första versionen, producerades av Thames Television. Formatet går i korthet ut på att man ska finna en ny popstjärna, för att hitta en sådan anordnas auditioner där en jury får välja ut vilka som ska gå vidare i tävlingen. Programmet utvecklas sedan till ett direktsänt program där de kvarvarande deltagarna slås ut en i taget tills det finns en vinnare. Juryordföranden Simon Cowells medverkan i programmet var så framgångsrik att när den amerikanska versionen av formatet skulle lanseras hade Cowell en given plats i jury. I dag (2009) är American Idol USA:s i särklass mest sedda TV-underhållning.
Idols är ett programformat för television kopplat till 19 TV och FremantleMedia. Formatets upphovsman är engelske tv-producenten och artistmanagern Simon Fuller som även skapat So You Think You Can Dance samt är, eller har varit, manager åt David och Victoria Beckham, Claudia Schiffer, Annie Lennox, Andy Murray, Spice Girls och Carrie Underwood.
Anledningen till att formatet internationellt såldes som Idols och inte Pop Idol är att ordet "Pop" fått avskaffats efter en juridisk tvist med skaparna av programmet Popstars. Här handlade det om att ta ut en ung popidol. Den 9 februari 2002 stod Will Young som den första säsongens slutsegrare. En andra säsong, som avslutades den 20 december 2003, vanns av Michelle McManus.

## Källhänvisningar
Den här artikeln är helt eller delvis baserad på material från engelskspråkiga Wikipedia.
1. ↑  More Slap Bang for Ant and Dec (på brittisk engelska), BBC News, 13 september 2001, läs online.[källa från Wikidata]
2. ↑  "Pop Idol (2001–2003)". IMDb. Läst 7 juli 2014.

- Pop Idol på Internet Movie Database (engelska)